# Aeródromo Ciro Alegría
Aeródromo Ciro Alegría (OACI: SPAC) es un aeropuerto que sirve a la localidad de Santa María de Nieva en la Región Amazonas del Perú. La pista es de 8,7 kilómetros (5,4 millas) al oeste de la ciudad, en el lado opuesto del río Marañón.

## Aerolíneas y destinos

### Aerolíneas
| Aerolíneas      | Ciudades                 | Aeronave         | Alianza |
| --------------- | ------------------------ | ---------------- | ------- |
| Saeta 1 destino | Nacionales: (1) Tarapoto | BAe Jetstream 32 | N/A     |

### Destinos nacionales
| San Martín (1 destino, 1 aerolínea) |                                                          |       |
| Tarapoto                            | Aeropuerto Comandante FAP Guillermo del Castillo Paredes | Saeta |